# Ysane landskommun
Gammalstorps landskommun var en tidigare kommun i Blekinge län.

## Administrativ historik
När 1862 års kommunalförordningar började gälla inrättades över hela landet cirka 2 400 landskommuner, de flesta bestående av en socken. Därutöver fanns 89 städer och 8 köpingar, som då blev egna kommuner. Denna kommun bildades i Ysane socken i Listers härad i Blekinge.
Vid kommunreformen 1952 uppgick landskommunen i Gammalstorps landskommun. Sedan 1971 tillhör området Sölvesborgs kommun.

## Politik

### Mandatfördelning i Ysane landskommun 1938-1946
| 8 | 6 | 6 |

| 20 |

| 20 |

| 20 |

| 3 | 8 | 3 | 5 | 1 |

| 20 |